# Saint-Girod
Saint-Girod là một xã thuộc tỉnh Savoie trong vùng Rhône-Alpes ở đông nam nước Pháp.